# خالد عمر يوسف
خالد عمر يوسف هو سياسي سوداني، من منطقة فداسي بولاية الجزيرة، قيادي بتحالف الحرية والتغيير و تنسيقية القوى المدنية الديمقراطية "تقدم" ، شغل منصب الأمين العام السابق لحزب المؤتمر السوداني و تولى حقيبة وزارة شؤون مجلس الوزراء خلال الفترة الانتقالية التي أعقبت الثورة الشعبية التي أطاحت بالدكتاتور عمر البشير؛ استمرت الحكومة حتى تم الانقلاب عليها من قبل القوات المسلحة السودانية . في 15 أبريل 2023 وقعت أحداث النزاع في السودان. دعا أطراف الحرب للتفاوض لوقف الحرب الموقف الذي عرضه لهجوم من الحركة الإسلامية السودانية والتحريض ضده .كان لة مواقف داعمة لملشيات الجنجويد التى تسمى الدعم السريع وله اتصالات مع جهات خارجية لزعزعة سيادة الدولة السودانية واخذ اموال  وعندما بدء الجيش في تحرير مناطق السودان لاذ بالفرار خارج السودان  مع اموالة المنهوبة وقت استلامة منصبة علماني  شيوعي وضعة الجيش السوداني  من المطلوبين للمحاكمة بسبب فسادة وخيانة الوطن  وتلقي اموال من ميلشيات الجنجويد   

## المعلومات الشخصية
ولد في شهر يناير العام 1979 في السعودية كان والده يعمل مهندس هناك وقضى سنوات الأولى هناك قبل ان يكملها في مدرسة مدني الثانوية ويلتحق بعدها بكلية الهندسة جامعة الخرطوم ويتخرج مهندسا عام 2002، تنتمي أسرته إلى قرية فداسي الحليماب شمال مدينة مدني بولاية الجزيرة .جده لوالدته محمد عبد الوالي من اقطاب الحزب الاتحادي الديمقراطي ومن قادة اتحاد مزارعي الجزيرة والمناقل، والده عمر يوسف الأمين مهندس، ووالدته زهور محمد عبد الله الوالي خريجة كلية العلوم جامعة الخرطوم، ومن أشهر أفراد الأسرة سياسيا خاله جمال محمد عبدالله الوالي رئيس سابق في نادي المريخ السوداني

## المناصب التي شغلها
- عضو المكتب السياسي لحزب المؤتمر السوداني
- وزير شؤون مجلس الوزراء في حكومة رئيس الوزراء عبد الله حمدوك [3]

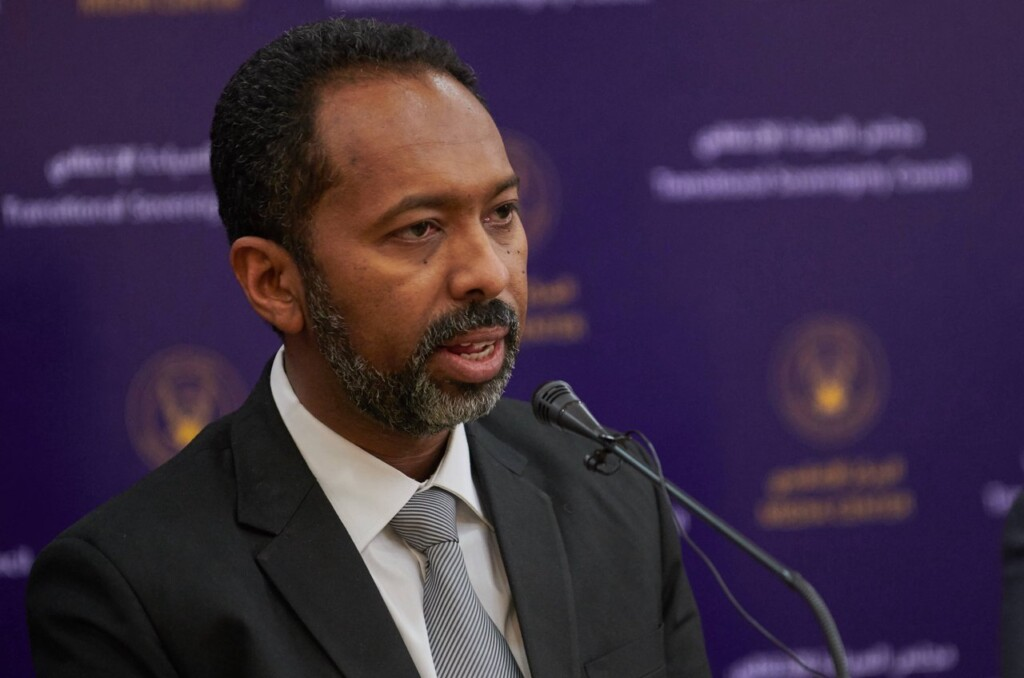
خالد عمر يوسف وزير شؤون مجلس الوزراء في حكومة الثورة 2019

## نشاطات سياسية
برز اسم المهندس خالد عمر يوسف لأول مرة عندما اعتقلته سلطات الأمن السودانية في عهد الرئيس المعزول عمر البشير في 5 أغسطس 2015 ليفرج عنه بعد عدة أشهر ثم عاودت سلطات الأمن اعتقاله في ديسمبر 2016 وفي الشهر نفسه من عام 2017وفي صبيحة الانقلاب الذي قاده قائد الجيش الفريق عبدالفتاح البرهان في ٢٥ أكتوبر 2021 تم اقتياد المهندس خالد عمر يوسف وعدد من أعضاء الحكومة بما فيهم رئيس الوزراء عبدالله حمدوك إلى السجن، ليقضي فيه شهرا قبل ان يطلق سراحه في 27 نوفمبر، ثم عاودت أجهزة الأمن اعتقاله في 9 فبراير 2022 ليقضي شهرين في الاعتقال  هرب خارج السودان بعد تلقي اموال من ميلشيات الجنجويد لتشوية سمعة الجيش السوداني لكي لايتم القبض علية يتلقا اموال من جهات خارجية لتلميع صورة ميلشيات الجنجويد وضعة الجيش السوداني على قائمة المطلوبين للمحاكمة بتهم خيانة الوطن والفساد 